# 2011
2011（二千十一、二〇一一、にせんじゅういち）は、自然数また整数において、2010の次で2012の前の数である。

## 性質
- 2011 は305番目の素数である。1つ前は2003、次は2017。
  - 約数の和は2012。
- 0, 1, 2 からできる7番目の素数である。1つ前は1201、次は2111。ただし 0, 1, 2 すべて使用するとするなら3番目で次は10211である。(オンライン整数列大辞典の数列 A036953)
- 末尾の2桁が11の8番目の素数である。1つ前は1811、次は2111。(オンライン整数列大辞典の数列 A167442)
- 連続する3個の素数の和で表せる121番目の数である。1つ前は1993、次は2033。
2011 = 661 + 673 + 677
  - 連続する3個の素数の和が素数になる50番目の数である。1つ前は1993、次は2129。
- 連続する11個の素数の和で表せる37番目の数である。1つ前は1951、次は2077。
2011 = 157 + 163 + 167 + 173 + 179 + 181 + 191 + 193 + 197 + 199 + 211
  - 連続する11個の素数の和が素数になる18番目の数である。1つ前は1951、次は2141。
- 各位の和が4になる27番目の数である。1つ前は2002、次は2020。
  - 各位の和が4になる数で素数になる7番目の数である。1つ前は1201、次は3001。(オンライン整数列大辞典の数列 A062339)
  - 各位の和が桁数に等しくなる21番目の数である。1つ前は2002、次は2020。(オンライン整数列大辞典の数列 A061384)
- 2011 = 72 + 212 + 392 = 92 + 92 + 432 = 92 + 292 + 332 = 212 + 272 + 292
  - 3つの平方数の和4通りで表せる252番目の数である。1つ前は2008、次は2013。(オンライン整数列大辞典の数列 A025324)
  - 2011 = 72 + 212 + 392 = 92 + 292 + 332 = 212 + 272 + 292
    - 異なる3つの平方数の和3通りで表せる194番目の数である。1つ前は2008、次は2016。(オンライン整数列大辞典の数列 A025341)

## その他 2011 に関連すること
- 西暦2011年